# Sułoszyn (województwo lubelskie)
Sułoszyn – wieś w Polsce, położona w województwie lubelskim, w powiecie lubartowskim, w gminie Firlej.
W latach 1975–1998 miejscowość administracyjnie należała do ówczesnego województwa lubelskiego.
Wieś stanowi sołectwo gminy Firlej. Według Narodowego Spisu Powszechnego z 2021 roku wieś liczyła 283 mieszkańców.
Wierni Kościoła rzymskokatolickiego należą do parafii Wniebowzięcia Najświętszej Maryi Panny w Kocku.

## Części wsi
| SIMC    | Nazwa        | Rodzaj    |
| ------- | ------------ | --------- |
| 1020128 | Olesin       | część wsi |
| 1020134 | Ostrów       | część wsi |
| 1020217 | Wielkie Pola | część wsi |

## Historia
Wieś wspomniana przez Długosza w L.B. w tomie II s.567. Według registru poborowego powiatu lubelskiego z r. 1531 Sułoszyn, Łukowiec, Skromowska Wola, w parafii Kocko stanowiły własność Piotra Krakowczyka, kasztelana chełmskiego, miały 3 ½ łana, młyn. Część Symparka 1 ½ łana i młyn.
Wieś szlachecka położona była w drugiej połowie XVI wieku w powiecie lubelskim województwa lubelskiego.
W 1676 r. jest we wsi 56 poddanych (Pawiński, Kod. Małop.,349 i 25 a).
Wieś wchodziła w skład klucza kockiego księżnej Anny Jabłonowskiej.
W wieku XIX jak podaje Słownik geograficzny Królestwa Polskiego z roku 1890 Sułoszyn, wieś w powiecie lubartowskim, gminie Firlej, parafii Kock, odległa 14 wiorst od Lubartowa, posiadał 42 osady, 552 mórg gruntów. Wchodził w skład dóbr Skromowska Wola, pierwotnie zaś w skład dóbr Kock. Folwark nosi obecnie nazwę Olesin.
W 1827 r. wieś miała 56 domów i 364 mieszkańców.